# Lápidas de Isaac Nettles
Las Lápidas de Isaac Nettles son tres lápidas inusuales ubicadas en el cementerio de la Iglesia Bautista Mount Nebo cerca de Carlton en el Condado de Clarke, Alabama, Estados Unidos. Se agregaron al Registro Nacional de Lugares Históricos el 24 de febrero de 2000.

## Historia
La Iglesia Bautista Mount Nebo, una iglesia bautista tradicionalmente afroestadounidense, se estableció en el siglo XIX. Los tres marcadores de ortigas están hechos de hormigón y cuentan con máscaras mortuorias, que los eruditos presumen que pertenecen a las personas cuyas tumbas marcan. Se atribuyen a Isaac "Ike" Nettles, un hombre local que los creó entre 1933 y 1946. Cuando se inspeccionó en el año 2000, los marcadores se había desgastado, y solo el más ornamentado, con tres máscaras individuales en un marcador, estaba en buenas condiciones.

## Galería

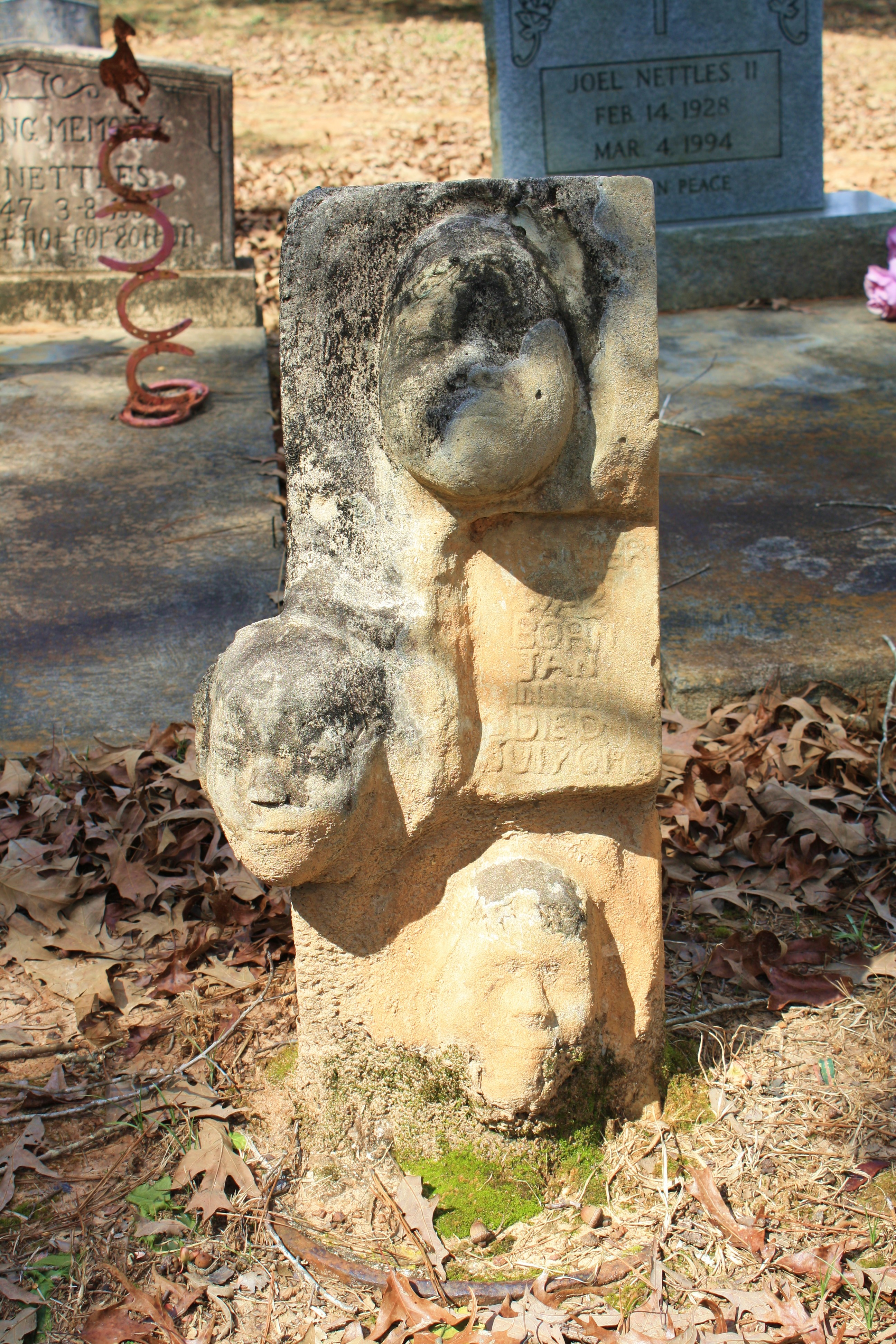
Marcado para la "Madre", nacida en enero de 1859 y fallecida el 6 de julio de 1933.
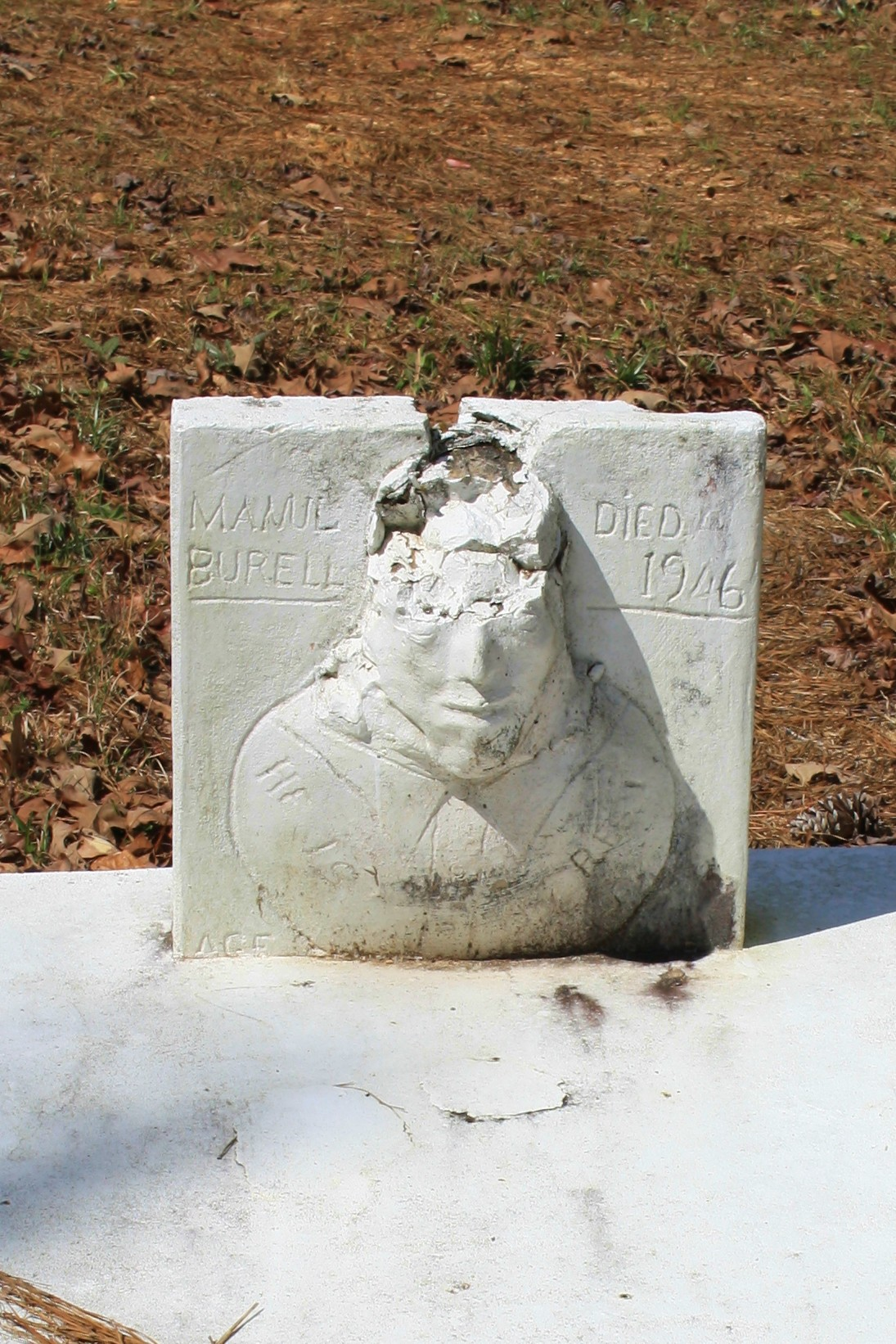
Marcado para Manul Burell, fallecido en 1946.